# Сарим
 Сари́м  («лес учёных») — политическая партия «литераторов» в корейском государстве Чосон. Возникла в 1455 году, во время правления чосонского короля Седжо (1455—1468 гг.). Она откололась от старой партии Хунгу. Литераторы основывались не на наследственных титулах, а на индивидуальных способностях человека.

## Предисловие
После объединения Кореи в единое государство, только королю Кванчжону (950—975 гг.) удалось преодолеть влияние старой заслуженной аристократии, так называемых «заслуженных сановников» — консин, участвовавших в этом процессе. В резудьтате реформы государственного управления всё чиновничество было разделено на две группы — гражданских —  мунба́н и военных — муба́н. Соответственно, всё высшее сословие Кореи стало именоваться словом янбан, что переводится как «две группы».
Военное чиновничество занимали в Корё более низкое положение, чем гражданское. Поэтому военные активно участвовали в политической борьбе — или примыкая к существующим гражданским или формируя свои группировки, устраивая заговоры и мятежи.
Причинами распада высшего сословия янбан на группировки, а позднее протопартии и партии, являлись следующие:
- Усиление в первой четверти XII века противоборства «заслуженных сановников» — консин столицы и «нового» служивого сословия из провинции, вследствие нехватки свободного государственного земельного фонда для вознаграждения всё новых и новых чиновников.

- Ослабление центральной власти привело к переходу реального управления государством со стороны придворных группировок, и соответственно к борьбе между ними.

- Неравноправия военного бюрократического сословия, стремящегося к уравнению в правах с гражданской бюрократией.

### Появление первых политических партий
В конце XIII века в Корее начинает формироваться новое сословие мелкого и среднего чиновничества, выходцев из провинции, они относились к классу мелких и средних землевладельцев. Среди них особую роль играла военная бюрократия периода «диктатуры военных» и монгольских военных походов. Это провинциальное служилое сословие в Корее XIV века получило название — садэбу или «учёные и большие мужи». Они придерживались обновлённого конфуцианства китайской эпохи Сун.
Основой корёcской аристократии консин, занимающей господствующее положение в государстве — были выходцы из семей богатых землевладельцев. Идеологией старой аристократии было конфуцианство эпохи китайской эпохи Тан и буддизм.
В последние годы существования государства Корё появились первые партии. Несмотря на новый уровень объединения и появления у каждой партии своей идеологии, основными методами борьбы между партиями были доносы, убийства, дворцовые перевороты.
Посредством дворцовых интриг реальная власть в стране перешла к «партии реформаторов» Хунгу, и они приступили к активному проведению реформ. Но в начале 1390-х гг. уже внутри реформаторской партии начались разногласия и она фактически раскололась на конкурирующие придворные группировки.

## История

### Возникновение партии Сарим
В 1392 году Ли Сонге, один из лидеров реформаторов, устроил заговор и провозгласил себя основателем новой королевской династии Ли — Тхэджо (Ли Дан), и страна получила новое название — Чосон. Основу власти Тхэджо составляли представители «партии реформаторов»  Хунгу .
Противостояли им так называемые неоконфуцианские чиновники — ученые, выдвинувшиеся на волне смены династий, обладавшие более радикальными взглядами на вопросы управления государством и не имевшие крупных источников доходов, выходцы из правящей партии. Позднее большинство из них войдёт в новую партию Сарим .
Основу неоконфуцианстского учения будущей партии Сарим заложил Гиль Джи (1353—1419), происходивший из придворного чиновничества государства Корё. Его преемником в развитии неоконфуцства стал сановник Ким Джонджик (1431—1492). Гиль Джи и Ким Джонджик были последователями учения Чон Монджу, который, отталкиваясь от конфуцианской морали, в своё время выступал в защиту свергнутой династии Корё.
Сарим представляли интересы провинциальных дворян, выступавших против консервативной знати. Консервативная знать сплотилась вокруг партии Хунгу. Несмотря на это представителям партии Сарим удалось проникнуть в столичные административные должности, превратившись во влиятельную политическую силу.

### Борьба с «Хунгу»
В борьбе за политическое влияние партия «Сарим» пережила ряд кровавых чисток.
Хронология политических чисток неоконфуцианских учёных:
- 1498 г. — Резня учёных года му-о Муо Сахва Muo Sahwa произошла в эпоху Ёнсан-куна 10 короля, правящего после Сончжона. Причиной чистки саримов послужила в критика в адрес прадеда Ёнсан-куна . Король учинил расправу над последователями Ким Джонджика, казнив, после истязаний пятерых учеников Ким Джонджика (1431—1492). Затем, до верившее всего, были отправлены ссылку двенадцать человек. Тело «государственного преступника» Ким Джонджика было вынуто из гроба и обезглавлено. Видя в конфуцианстве враждебную силу, Ёнсан-куну уничтожил критиковавший его поведение с конфуцианских позиций Государственный Цензорат (Саганвон).[3][4]

- 1504 г. — Капча Сахва Kapcha Sahwa вторая чистка литераторов пришлась на правление 10 короля династии Ли. Королю Ёнсан-куну о смерти его матери рассказал чиновник [5] Лим Санхон[англ.], в результате чего правитель казнил многих правительственных чиновников, поддержавших казнь матери. Это событие нанесло неизбирательный удар как по Хунгу, так и по остаткам фракций Сарим, включая зачинщиков первой чистки. Имсанхо получил повышение вместе со своими союзниками важные должности и другие награды.

- 1519 г. — Мученики 1519 года — Чонджон одобрил расправу спланированную «Заслуженными сановниками» над «Реформаторами». Чо Гванджо и его сторонникам было приказано совершить самоубийство, а остальные сановники реформаторской группировки были разжалованы и сосланы.[6][7]

- 1623 г. — Произошёл переворот Инчопанчо «Северная» партия попала в опалу. На смену ей пришла «Западная», занявшая ключевые государственные посты. А «Южной» партии удалось занять некоторые посты. С 1623 г по 1674 г доминировала «Западная» партия.

- 1659 г. — Разгорался спор между партиями «Западной» и «Южной» по поводу ношения траура королевы. В результате выиграла «Западная» партия.

### Упадок влияния «Сарим»
Во время царствования короля Хёджона (1649—1659 годы) власть концентрировалась в руках «Западной» партии — дворян из Чхучхона. При нём межпартийная борьба «западных» и «южан» обострилась ещё больше.
В 1674 году на трон взошёл король Сукчон. На второй год его правления в 1575 г. партия Сарим раскололась две партии: «Восточную» и Западную партию.
Причина раскола заключалась в борьбе за власть, в частности в праве определения кандидатуры поста Палаты чинов — Ичжо. Сторонники придворного сановника Ким Хёвона (1532—1590) образовали «Восточную» партию, а последователи  Сим Ыйкёма — «Западную» партию. Но в правление короля Сукчона власть «Западной» партии пошатнулась — пришли «южане».
Король Сукчон проводил политику «хван-гук» («перемена во власти») — цель периодическая смена партий у власти. Межпартийная борьба достигала своего пика. Сукчон увидел в господстве «южан» угрозу своей власти и подверг массовым репрессиям, вошедшие в историю Кореи под названием тэчхульчхо́к — часть сановников «южан» были казнены, остальных отправили в ссылку. «Западная» фракция вернула себе лидерство под началом Сон Сиёля и его учеников.
В 1682—1684 годах «Западная» партия раскололась на две противостоящие аристократические группировки: «Норо́н» («стариков») и «Соро́н»
(«молодых») .
В 1589 году «Восточная партия» раскололась на «Северную» и «Южную». . В 1599 году произошёл раскол «Северной партии» на две партии: «Большую северную партию» и «Малую северную партию». Политическая борьба продолжилась — в результате многие члены «Малой северной партии» были отправлены в ссылку. Не избежали репрессий и лидеры «Большой северной партии», поддерживавшие Кванхэ-гуна. Некоторых из них, к примеру, Чон Инхона (1535—1623), под предлогом распространения ложных слухов Сончжо отправил в ссылку.
Несмотря на Имдинскую войну, продлившуюся с 23 мая 1592 по 24 декабря 1598 год, конфликт между дворцовыми партиями не только угас, а наоборот — стал расширяться. В результате последовала чистка «кичук окса» — в изгнание сослали более 1000 последователей «Восточной» партии.
Когда 21-й король династии Ли — ван Ёнджо взошёл на чосонский трон, то по мере роста межпартийной розни он проводил «политику умиротворения»  (танпхёнчхэк)  — продвижение людей на основе способностей и характера, а не принадлежности к партии . Тем не менее, политика «равноудалённости» (тханпхёнчхэк — «меры по беспристрастному отбору на службу») дала свои результаты, укрепив в целом государственную власть и увеличив возможности для контроля над бюрократией «сверху».
В 1776 году на престол взошёл ван Чонджо, сын наследного принца Садо, проводивший вовремя своего царствования политику «равноудалённой» — это поздняя политическая форма династии Ли (Политика «Сейдо»). «Старики» по-прежнему оставались сильнейшей группировкой, в основном не выпускавшей ключевые посты из-под контроля.
Время, когда было много течений и группировок, прошло, и остались только «норон». После этого эпоха, когда группа неоконфуцианцев монополизировала политику, продолжалась более 60 лет, и тем самым самодержавная власть «Сарим» завершилась.